# April (película)
April (en georgiano: აპრილი, romanizado: ap'rili) es una película dramática de 2024, dirigida y escrita por Dea Kulumbegashvili. Está protagonizada por Ia Sukhitashvili, Kakha Kintsurashvili y Merab Ninidze.La película tuvo su estreno mundial en el 81º Festival Internacional de Cine de Venecia, donde ganó el Premio Especial del Jurado . 

## Sinopsis
Nina es una obstetra procedente de la zona rural de Georgia, ayuda a pacientes en busca de poder practicar un aborto, a pesar de la prohibición legal en el país. Debe de defender sus valores y acciones cuando es acusada de negligencia e investigada.

## Reparto
- Ia Sukhitashvili como Nina.
- Kakha Kintsurashvili como David.
- Merab Ninidze como médico jefe.

## Producción
Después del éxito de su primera película, Beggining (2020), Kulumbegashvili fue galardonada en 2022 con el Premio Baumi Script Development para comenzar a trabajar en un próximo proyecto, entonces titulado Historia, sobre una obstetra georgiana que ayuda a realizar abortos ilegales. En diciembre de ese año, Cineuropa anunció que el rodaje comenzaría al marzo siguiente, con el apoyo financiero de Arte France Cinéma.

## Estreno
La película fue adquirida para ventas internacionales por Goodfellas, entonces conocida como Wild Bunch International. Para diciembre de 2022, el proyecto estaba programado para estrenarse en 2024. Screen Daily anunció en mayo de 2023 que se esperaba que la cinta fuera estrenada ese mismo año en el Festival de Cine de Cannes.
En julio de 2024, April fue anunciada como una de las películas que competirían por el León de Oro en el Festival Internacional de Cine de Venecia de ese año. 

## Recepción

### Recepción crítica
La película tiene una aprobación del 90% en la web de reseñas Rotten Tomatoes, basadas en un puntuación media de 7,6 sobre 10.

### Reconocimientos
| Ceremonia                                 | Fecha                   | Categoría                  | Destinatario(s)     | Resultado     | Ref.   |
| ----------------------------------------- | ----------------------- | -------------------------- | ------------------- | ------------- | ------ |
| Festival Internacional de Cine de Venecia | 7 de septiembre de 2024 | León dorado                | Dea Kulumbegashvili | Nominado      | [ 9 ]  |
| Festival Internacional de Cine de Venecia | 7 de septiembre de 2024 | Premio especial del jurado | Dea Kulumbegashvili | Ganador       | [ 9 ]  |
| Festival de Cine de Londres BFI           | 20 de octubre de 2024   | Mejor película             | April               | En proceso... | [ 10 ] |